# Henrik Kauffmann

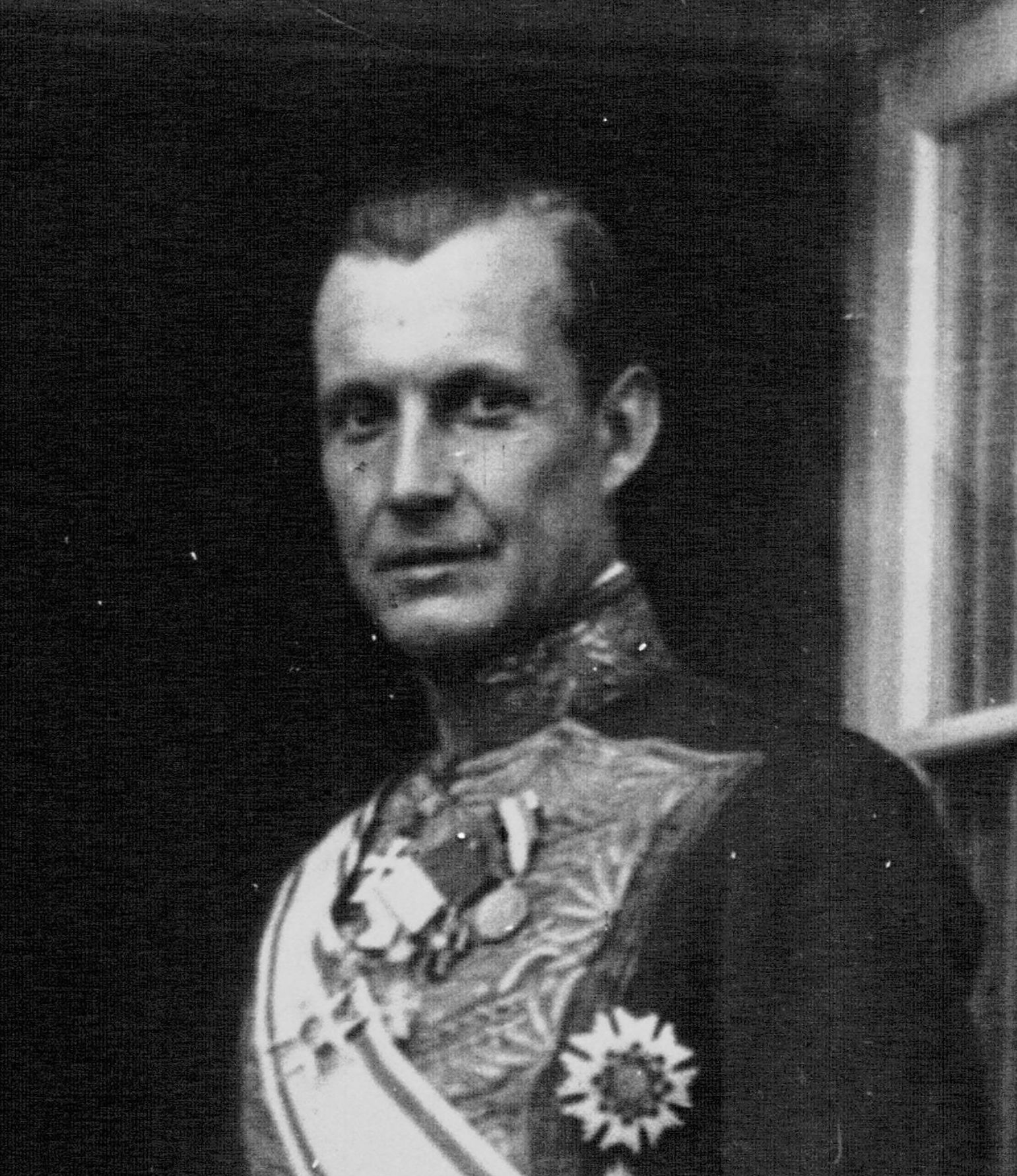
Henrik Kauffmann (1932)

Henrik Louis Hans von Kauffmann (* 26. August 1888 in Frankfurt am Main; † 5. Juni 1963 in Skodsborg, Vedbæk Sogn) war ein dänischer Diplomat deutscher Herkunft.

## Leben

### Familie
Henrik Kauffmann war der Sohn des deutschstämmigen Architekten Aage Basse Gustav von Kauffmann (1852–1922) und seiner Frau Mathilde Bertha Louise von Bernus (1866–1922). Sein jüngerer Bruder Axel Max Alexis (1894–1961) wurde Industriedirektor. Sein Vater stammte aus einer Offiziersfamilie und war der Neffe des dänischen Kriegsministers Wilhelm von Kauffmann. Als Architekt war Aage von Kauffmann in Frankfurt am Main tätig, wo er Henriks Mutter kennenlernte, die aus dem Adelsgeschlecht Bernus stammte. Seine Nichte Inge Magna Jeanne Mimi von Kauffmann (1936–1989) war mit Dimitri Romanow (1926–2016) verheiratet. Henrik Kauffmann heiratete am 18. November 1926 in Portsmouth (New Hampshire) die US-Amerikanerin Charlotte MacDougall (1900–1963), Tochter des Konteradmirals William D. MacDougall (1870–1942) und seiner Frau Charlotte Stone (1873–1955). Aus der Ehe gingen zwei Töchter hervor: Zilla Mathilde (1928–2018) und Elisabeth Charlotte (1931–?).

### Ausbildung und erste Berufsstationen in diplomatischen Diensten
Henrik Kauffmann besuchte die Metropolitanskolen in Kopenhagen, die er 1906 abschloss. Anschließend studierte er bis 1911 Jura an der Universität Kopenhagen. Im selben Jahr wurde er am Udenrigsministeriet angestellt, erst als Volontär, dann als Assistent. 1913 zog er nach New York City, wo er Konsulatssekretär wurde. 1915/16 kehrte er nach Europa zurück, wo er als Legationssekretär in Berlin angestellt wurde. 1919/20 zog er zurück nach Dänemark, wo er zum Bürochef im Udenrigsministeriet ernannt wurde. Kauffmanns Karriere schritt in den 1910er Jahren ungewöhnlich schnell voran, was auf den Einfluss von Außenminister Erik Scavenius zurückgeführt wird.
Im Mai 1921 wurde er zum dänischen Gesandten in Rom ernannt. 1924 wurde er nach Peking versetzt, wo er als dänischer Gesandter in China und Japan fungierte, ab 1928 zudem in Thailand. 1932 kehrte er nach Europa zurück und wurde dänischer Gesandter in Oslo. Das erste Jahr war geprägt von den Streitigkeiten zwischen Dänemark und Norwegen um Ostgrönland (siehe Eirik Raudes Land).

### Botschafter in den USA
Im August 1939 wurde Henrik Kauffmann zum dänischen Gesandten in Washington, D.C. ernannt. Wegen des drohenden Zweiten Weltkriegs wünschte Außenminister Peter Rochegune Munch einen erfahrenen Diplomaten in den Vereinigten Staaten.

#### Kauffmanns Unabhängigkeitserklärung gegen die dänische Regierung 1940
Nach der Besetzung Dänemarks durch Deutschland am 9. April 1940 weigerte Henrik Kauffmann sich, der unfreien dänischen Regierung weiter Folge zu leisten und erklärte sich am 10. April für unabhängig. Die USA kooperierten dennoch weiter mit ihm und sahen ihn als legitimen Vertreter Dänemarks.
Eine besondere Rolle bei Henrik Kauffmanns Arbeit spielte Grönland, das als dänische Kolonie seit der Besetzung Dänemarks von jeglicher Versorgung abgeschnitten war. Bereits am 11. April 1940 hatten die beiden grönländischen Landsfogeder Eske Brun in Nordgrönland und Aksel Svane in Südgrönland Kauffmann anlässlich einer möglichen Versorgung Grönlands über die USA kontaktiert. Einige Tage später gründete Kauffmann eine Kommission, die mit bekannten in den USA lebenden Dänen sowie US-Amerikanern mit Verbindungen nach Dänemark, darunter mehrere ehemalige Botschafter, besetzt war. Ziel war es, die dänischen Interessen in Grönland zu wahren und für ein freies Dänemark einzutreten. Eske Brun und Aksel Svane konnten gemäß eines Paragrafen im Gesetz zu Grønlands Styrelse im Ausnahmefall die Kontrolle über Grönland ausüben, ohne der dänischen Regierung oder dem Direktorat von Grønlands Styrelse Folge zu leisten. Am 22. April ließ Direktor Knud Oldendow den beiden Landsfogedern ein Telegramm zukommen, in dem er beiden den Kontakt zu Kauffmann verbot. Am 3. Mai ließen sie Grønlands Landsråd zum ersten Mal gesammelt zusammentreten, anstatt wie bisher mit zwei verschiedenen Sitzungen für die beiden Landesteile. Bei der Sitzung wurde beschlossen, dass man mit den USA kooperieren wolle. Die beiden Landsfogeder meldeten am Folgetag nach Kopenhagen, dass sie jetzt die Kontrolle über Grönland ausübten. Sie baten Kauffmann darum, Grönland als Gesandter zu vertreten und stimmten zugleich zu, dass ein US-amerikanisches (und ein kanadisches) Konsulat in Grönland eröffnet würde, wogegen Dänemark protestierte. Grønlands Styrelse traute den beiden Landsfogedern ihre Aufgabe nicht zu und plante deswegen eine Delegation über Italien und die USA nach Grönland reisen zu lassen. Dieser gehörten unter anderem Direktor Oldendow und Ejnar Mikkelsen an. Die US-amerikanische Regierung zog jedoch die Visa zurück, vermutlich auf Veranlassung Kauffmanns, sodass die Delegation in Italien strandete und zurückkehren musste.
Im Juni 1940 nahm Kauffmann den Kontakt mit Dänemark wieder auf, weigerte sich im Folgemonat jedoch, für ein Treffen mit Außenminister Munch nach Dänemark zurückzukehren. Im Juli 1940 wurde Erik Scavenius wieder Außenminister und schickte den Zivilingenieur Mogens Harttung in die USA, damit Kauffmann sich verteidigen konnte. Harttung lieferte im September 1940 einen Bericht ab, der die Streitigkeiten vorerst beseitigte. In diesem Bericht wurde Kauffmanns Motivation klar. Präsident Franklin D. Roosevelt hatte bekanntgegeben, dass aufgrund der Monroe-Doktrin ein militärisches Einmischen auf dem amerikanischen Kontinent – also auch Grönland – einen sofortigen Kriegseintritt der bis dahin neutralen USA zur Folge hätte. In diesem Fall würden die USA Grönland besetzen, was einerseits eine Eskalierung des Kriegs, andererseits den Verlust der dänischen Territorialhoheit über Grönland zur Folge hätte. Das Ziel aller war somit eine Verwaltung und Versorgung Grönlands sowie die Beibehaltung Grönlands als Teil Dänemarks. Dafür sollten die USA einstehen. Die dänische Regierung und Grønlands Styrelse akzeptierten die Situation, hätten aber auch nichts anderes unternehmen können.

#### Der Vertrag von 1941
Im Herbst 1940 baten das Vereinigte Königreich, Kanada und Norwegen um die Errichtung von Militärbasen in Grönland. Vor allem erstgenanntes forderte bessere militärische Möglichkeiten in ihrem Krieg gegen das Deutsche Reich. Im November 1940 wurde Kauffmann zu diesem Zweck konsultiert. Im Februar 1941 lag ein Plan vor, nach dem die beiden Landsfogeder die Errichtung von Militärbasen genehmigen sollten. Schließlich war es jedoch Kauffmann, der als „Souverän über Grönland im Namen des Königs von Dänemark“ am ersten Jahrestag der Besetzung Dänemarks am 9. April 1941 einen Vertrag abschloss, nachdem die USA Militärbasen in Grönland errichten durften. Henrik Kauffmann sandte zwei Tage später ein Telegramm nach Kopenhagen und informierte das Udenrigsministeriet über das Abkommen. Dänemark war schockiert und kam dadurch in arge Bedrängnis gegenüber den deutschen Besatzern. Sie erklärten den Vertrag für ungültig und forderten Kauffmann auf nach Dänemark zu reisen, aber dieser weigerte sich, sodass Außenminister Erik Scavenius ihn am 16. April offiziell absetzte. Zudem wurde er wegen Hochverrats angezeigt und sein Vermögen beschlagnahmt. Henrik Kauffmann zeigte sich davon wenig beeindruckt und setzte seine diplomatische Arbeit fort. Ein Teil der Gesandtschaft, die sich ihm widersetzten, wurden nach Hause geschickt. Zu seinen wichtigsten Vertrauten gehörte der Diplomat Povl Bang-Jensen, der nach dem Krieg eine wichtige Rolle spielen sollte.
Im Frühjahr 1941 reiste Aksel Svane in die USA, um dort die grönländischen Interessen zu vertreten. Eske Brun blieb somit de facto als Landsfoged über ganz Grönland zurück. Sein Verhältnis zu Henrik Kauffmann war während des Kriegs äußerst angespannt. Er fühlte Grönland schlecht von Kauffmann vertreten und sah seine Kontrolle über Grönland von diesem untergraben. Beide hegten großes Misstrauen gegeneinander. Die beiden Landsfogeder waren von Kauffmann zur Zustimmung zum Abkommen gezwungen worden und Eske Brun bezeichnete die anschließende Anwesenheit des US-amerikanischen Militärs in Grönland als Besetzung, was Henrik Kauffmann vehement abstritt, da sein einziges Ziel die Beibehaltung der dänischen Oberhoheit war.

#### Restlicher Kriegsverlauf
Auch in anderen Bereichen vertrat Henrik Kauffmann weiterhin Dänemark international. Am 3. Januar 1942 stimmte er für Dänemark der Gründung der Vereinten Nationen zu und vertrat Dänemark in den folgenden Jahren bei internationalen Konferenzen.
Kauffmann konnte über einen Teil der Erlöse aus grönländischem Kryolith und das eingefrorene dänische Staatsvermögen in Amerika verfügen. Zur Rettung der Juden vor der geplanten Deportation in Dänemark, bot er 1943 der schwedischen Regierung finanzielle Garantien an, falls sie Flüchtlinge aus Dänemark aufnehmen würde. Da die schwedische Seite sich einen international erwünschten Imagegewinn versprach, nahm sie das Angebot nicht in Anspruch.

#### Nach Kriegsende

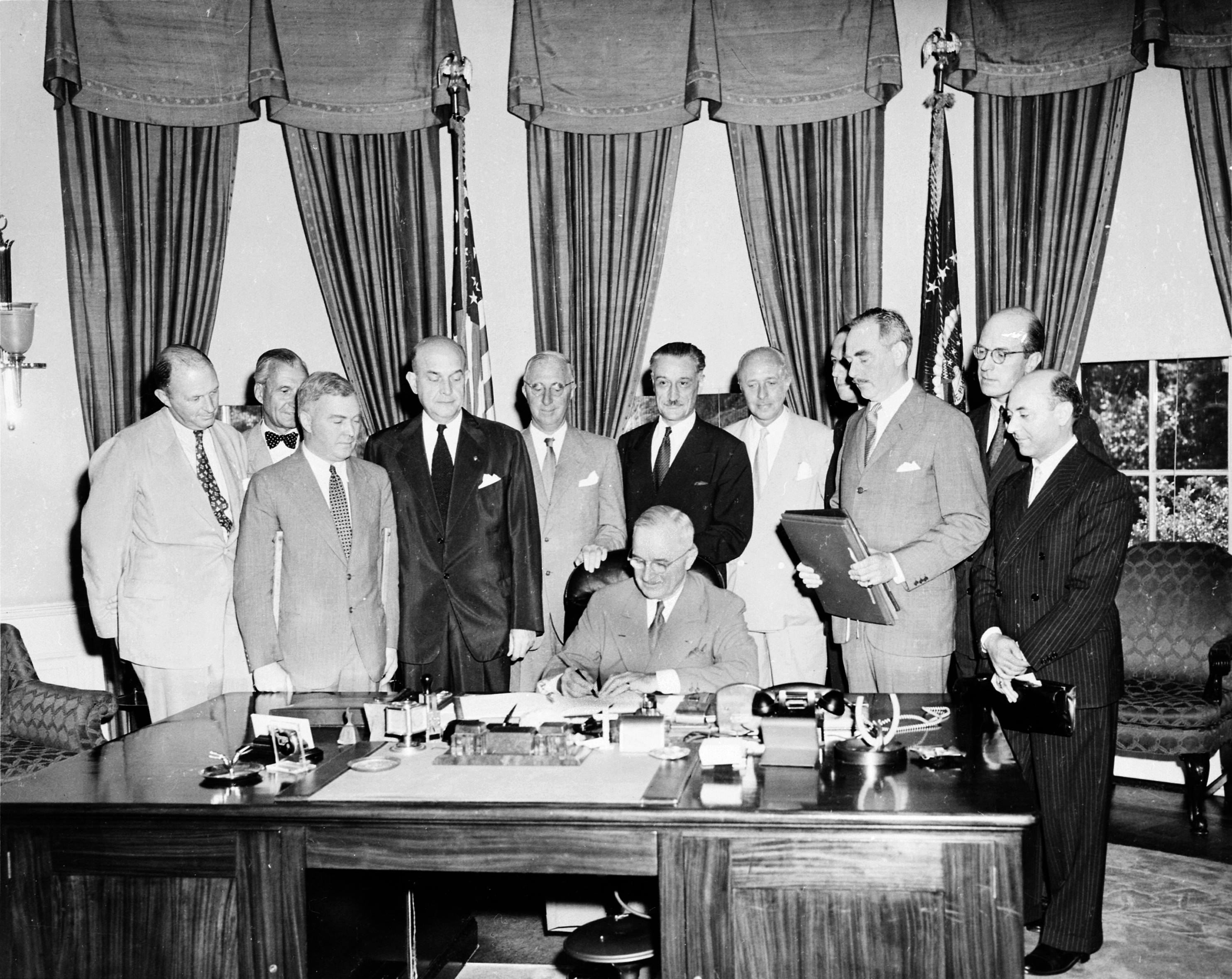
Kauffmann zweiter von links bei der Unterzeichnung des NATO-Vertrages durch Präsident Truman, Washington, 24. August 1949

Am 4. Mai 1945 wurde Dänemark befreit. Henrik Kauffmann hatte es geschafft, Grönland während des gesamten Krieges als Teil Dänemarks zu behalten. Er wurde als Volksheld gefeiert und offiziell rehabilitiert. Er wurde zum Minister ohne Geschäftsbereich in der Befreiungsregierung Buhl II ernannt. Er vertrat er Dänemark im Frühjahr 1945 auf der UN-Gründungskonferenz. Am 8. Mai 1945 wurde er erneut zum Gesandten ernannt. Im Februar 1947 erhielt er den Titel eines Botschafters. 1958 erreichte er die Altersgrenze und wurde pensioniert. Kurz zuvor war es ihm noch gelungen, dass die USA dänischen Reedereien eine Erstattung zahlte, da sie während des Kriegs die dänischen Schiffe genutzt hatten. Nach seiner Pensionierung wurde er Aufsichtsratsmitglied in Det Østasiatiske Kompagni.

### Tod
Bereits 1955 war bei Henrik Kauffmann Darmkrebs diagnostiziert worden. Er besiegte den Krebs, der 1963 jedoch zurückkehrte. Gemeinsam mit seiner Frau zog er ins Skodsborg Badesanatorium, ein Kurbad nördlich von Kopenhagen. In der Nacht vom 4. bis zum 5. Juni 1963 ermordete seine Frau ihn im Schlaf mit einem 28 cm langen Ausbeinmesser durch einen 13 cm langen Schnitt in den Hals. Sie schrieb drei Abschiedsbriefe an ihre Schwägerin, an ihre beiden Töchter und an ihre Schwester. Anschließend erstach sie sich selbst mit dem Messer in der Badewanne. Sie schrieb, dass sie ihren Mann aus Mitleid von seinem Krebsleiden erlöst hatte. Die Polizei sprach von einem Familiendrama. Der Mord erregte große Aufmerksamkeit und wurde im Nachhinein als gewaltsames Ende einer äußerst unglücklichen Ehe gewertet.

## Auszeichnungen
Henrik Kauffmann wurde mit zahlreichen nationalen Orden ausgezeichnet. Er wurde 1919 zum Ritter des Dannebrogordens, 1923 zum Dannebrogsmand, 1929 zum Kommandeur und 1939 zum Kommandeur 1. Klasse ernannt. Nach dem Krieg erhielt er 1945 das Großkreuz des Dannebrogordens und 1958 den diamantenen Bruststern. Er war zudem Träger des Ehrenzeichens des Dänischen Roten Kreuzes für Kriegshilfe 1939–45.
Zudem erhielt er mehrere ausländische Orden. Aus China hatte er das Großkreuz des Ordens des Strahlenden Sterns, das Großkreuz 2. Klasse des Ordens der Strahlenden Jade und den Orden der Goldenen Ähre 3. Klasse inne. Aus Griechenland hatte er das Großkreuz des Phönix-Ordens erhalten. In Italien hatte er das Großkreuz des Verdienstordens und das Großkreuz des Kronenordens erhalten. In Japan hatte er den Orden des Heiligen Schatzes 1. Klasse und das Krönungserinnerungszeichen von 1928 erhalten. In Norwegen trug er das Großkreuz des Sankt-Olav-Ordens und das Freiheitskreuz Haakon VII. Aus Russland hatte er den Orden der Heiligen Anna 3. Klasse erhalten. In Schweden hatte er das Großkreuz des Nordstern-Ordens. In Thailand trug er das Großkreuz des Kronenordens. Er war zudem Ehrenmitglied von Det Grønlandske Selskab.

## Filmbiografie
Der 2020 erschienene Film „Unser Mann in Amerika“ (Vores mand i Amerika) behandelt die Unterzeichnung des Abkommens über Grönland zwischen Henrik Kauffmann und den Vereinigten Staaten. Kauffmann wird von Ulrich Thomsen gespielt.